# تسعير الأصول
تسعير الأصول** (بالإنجليزية:Asset pricing)
في علم الاقتصاد المالي، يشير تسعير الأصول إلى معالجة وتطوير رسميين لمبدأين رئيسيين للتسعير،  تسعير الاصول المتوازن نظرية التوازن العام أو تسعير الأصول العقلاني ، وهذا الأخير يقابل التسعير المحايد للمخاطر.

## نظرية التوازن العام
بموجب نظرية التوازن العام، يتم تحديد الأسعار من خلال تسعير السوق حسب العرض والطلب
هنا تفي أسعار الأصول بشكل مشترك بشرط أن تكون كميات كل أصل معروض والكميات المطلوبة متساوية عند هذا السعر - ما يسمى سوق متوازن. ولدت هذه النماذج من نظرية المحفظة الحديثة، مع نموذج تقيم الأصول الرأسمالية كنتيجة نموذجية.
. هنا تفي أسعار الأصول بشكل مشترك بشرط أن تكون كميات كل أصل معروض والكميات المطلوبة متساوية عند هذا السعر - سوق متوازن. ولدت هذه النماذج من نظرية المحفظة الحديثة، مع نموذج تسعير الأصول الرأسمالية كنتيجة نموذجية.
يتم تحديد الأسعار هنا بالرجوع إلى متغيرات الاقتصاد الكلي - بالنسبة ل «السوق الإجمالية»؛ للثروة الشاملة  - بحيث يتم تصنيف التفضيلات الفردية. ثم يتم استخدام تسعير التوازن العام عند تقييم المحافظ المتنوعة، مما يخلق سعر أصل واحد للعديد من الأصول.
تهدف هذه النماذج إلى نمذجة التوزيع الاحتمالي المشتق إحصائياً لأسعار السوق للأوراق المالية «كلها» في أفق استثماري معين في المستقبل؛ وبالتالي فهي ذات أبعاد كبيرة. يتم استخدام تسعير التوازن العام عند تقييم المحافظ المتنوعة، مما يخلق سعر أصل واحد للعديد من الأصول.

## التسعير العقلاني
تحت التسعير العقلاني، (عادة) يتم حساب أسعار المشتقات بحيث تكون خالية من المراجحة فيما يتعلق بأسعار الأوراق المالية الأساسية (التي تحدد التوازن). 
يتم تطبيق التسعير العقلاني أيضًا على أدوات الدخل الثابت، مثل السندات، التي تتكون من أصل واحد فقط

## العلاقات المتبادلة
هذه المبادئ مترابطة من خلال النظرية الأساسية لتسعير الأصول. هنا، «في غياب المراجحة، يفرض السوق توزيع احتمالي، يسمى مقياس محايد أو توازن، على مجموعة من سيناريوهات السوق المحتملة، ويحدد مقياس الاحتمال هذا أسعار السوق من خلال توقعات مخفضة».
بالمقابل، هذا يعني بشكل أساسي أنه يمكن للمرء اتخاذ قرارات مالية، باستخدام توزيع احتمالية محايدة للمخاطر بما يتفق مع (أي محلولة) أسعار التوازن الملحوظ.
انظر اقتصاد مالي